# Heckklappe
Eine Heckklappe ist eine Klappe am Heck von Fahrzeugen, wie Automobilen, Transportern, Transportflugzeugen, Eisenbahnfähren oder Autofähren.

## Ausführungen bei Straßenfahrzeugen
Der Kofferraum im Heck von Personenkraftwagen mit Frontmotor ist im Allgemeinen von hinten zugänglich. Dabei unterscheidet man verschiedene Zugänge:
- Der Kofferraumdeckel oder Heckdeckel verschließt den Kofferraum nach oben oder hinten. Bei Limousinen mit Stufenheck ist er in der Regel unter der Heckscheibe angeschlagen.
- Die Heckklappe ist normalerweise über der Heckscheibe angeschlagen und bietet dadurch auch einen Zugang zum Innenraum. Sie ist üblich bei Kombis und Fahrzeugen mit Schrägheck. Auch Fahrzeuge mit offener Ladefläche haben eine Heckklappe; meist ist sie unten angeschlagen.

Oft werden in Werbetexten Heckklappen fälschlicherweise zu den Türen gezählt. Eine Unterscheidung nach dem Zweck ist hierbei dienlich. Hat die verschließbare Öffnung am Heck den primären Zweck des Be- und Entladens, aber nicht des Ein- und Aussteigens aus dem Fahrzeug, ist der Begriff Heckklappe sinnvoll. Wenn hingegen die verschließbare Öffnung am Heck auch für das Ein- und Aussteigen konzipiert ist, so ist die Bezeichnung Tür, Schwenktür oder Klapptür sinnvoll.
Bei Transportern sind Hecktüren mit seitlich angeschlagenen Türflügeln üblich. Sie werden oft bei Kombis, insbesondere Hochdachkombis und Kleinbussen, wahlweise anstelle der Heckklappe angeboten.
Heckklappen und Hecktüren können symmetrisch und asymmetrisch geteilt sein. Das Oberteil einer Heckklappe kann als Fenster ausgebildet sein, wobei auch rahmenlose Ausführungen vorkommen.
Der Mini Clubman ist ein relativ kleines Fahrzeug mit zweiflügeliger Hecktür. Der Skoda Superb (ab Version II, Baujahr 2008 bis heute) hat als Limousine eine zweigeteilte Heckklappe, die sogenannte Twindoor, die sich zweistufig öffnen lässt (nur Kofferraumdeckel oder gesamte Heckklappe mit Heckscheibe).

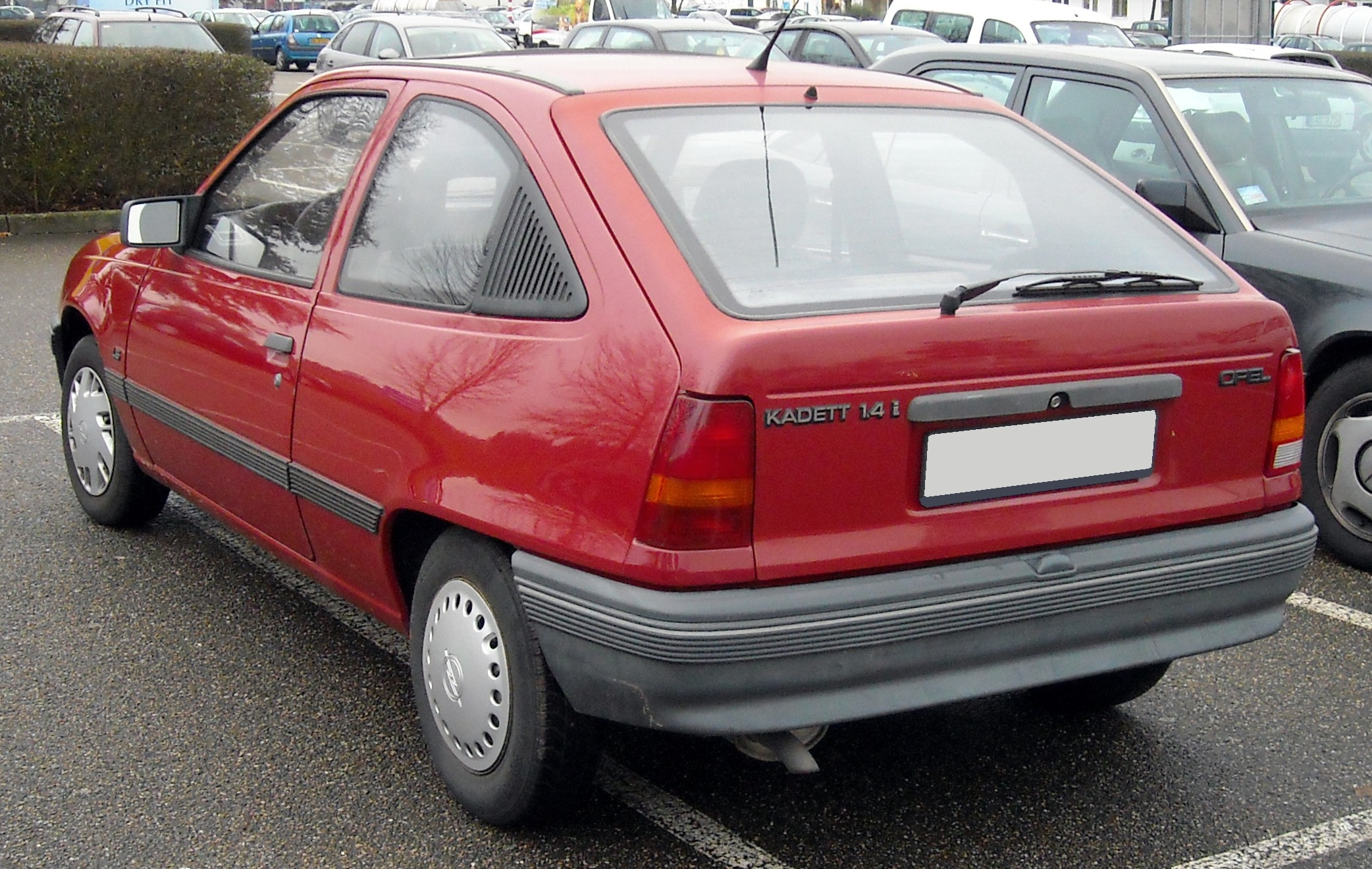
Der Opel Kadett E war in mehreren Varianten erhältlich: als Schrägheck mit Heckklappe, …
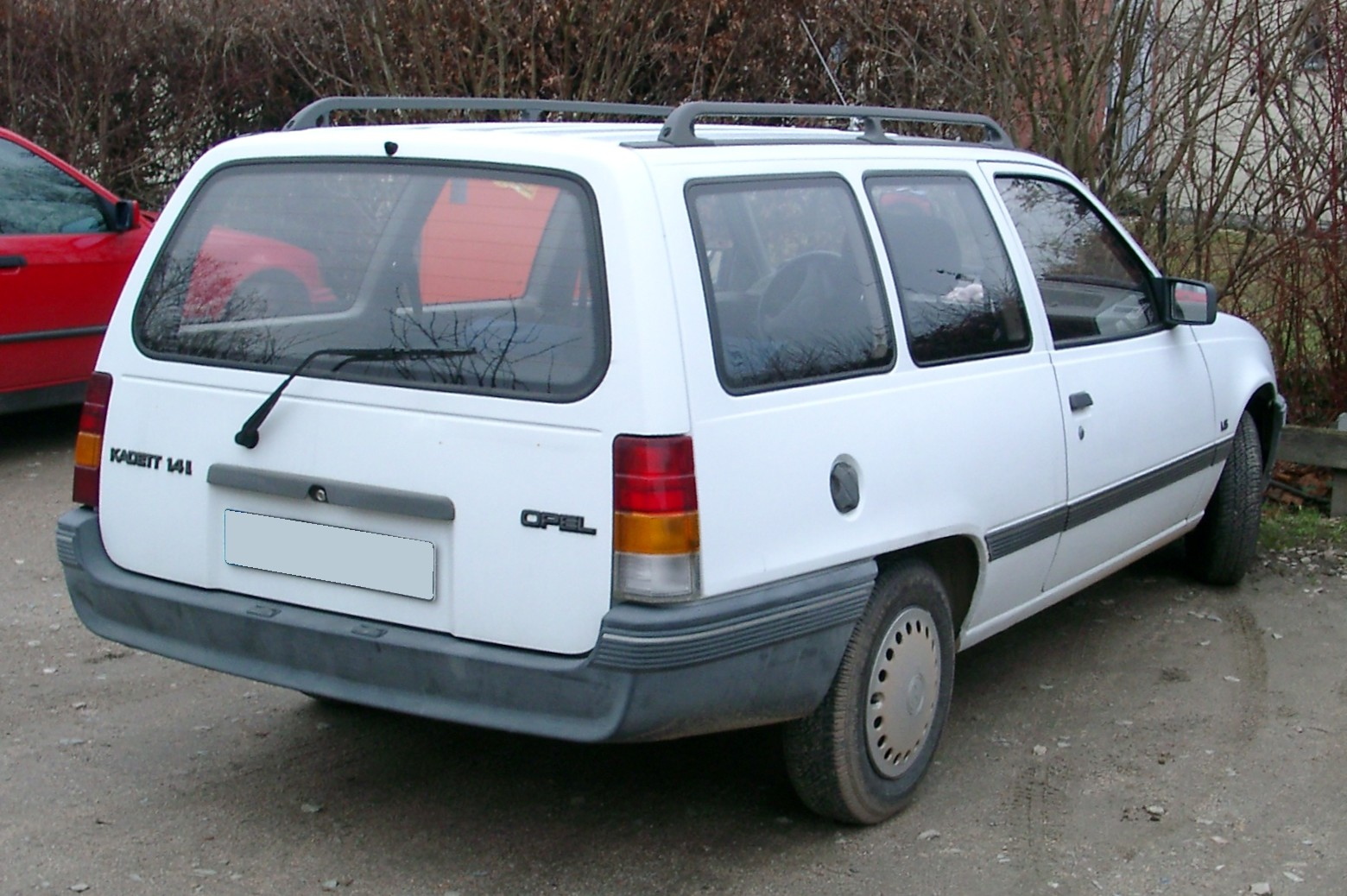
… als Kombi mit Heckklappe, …
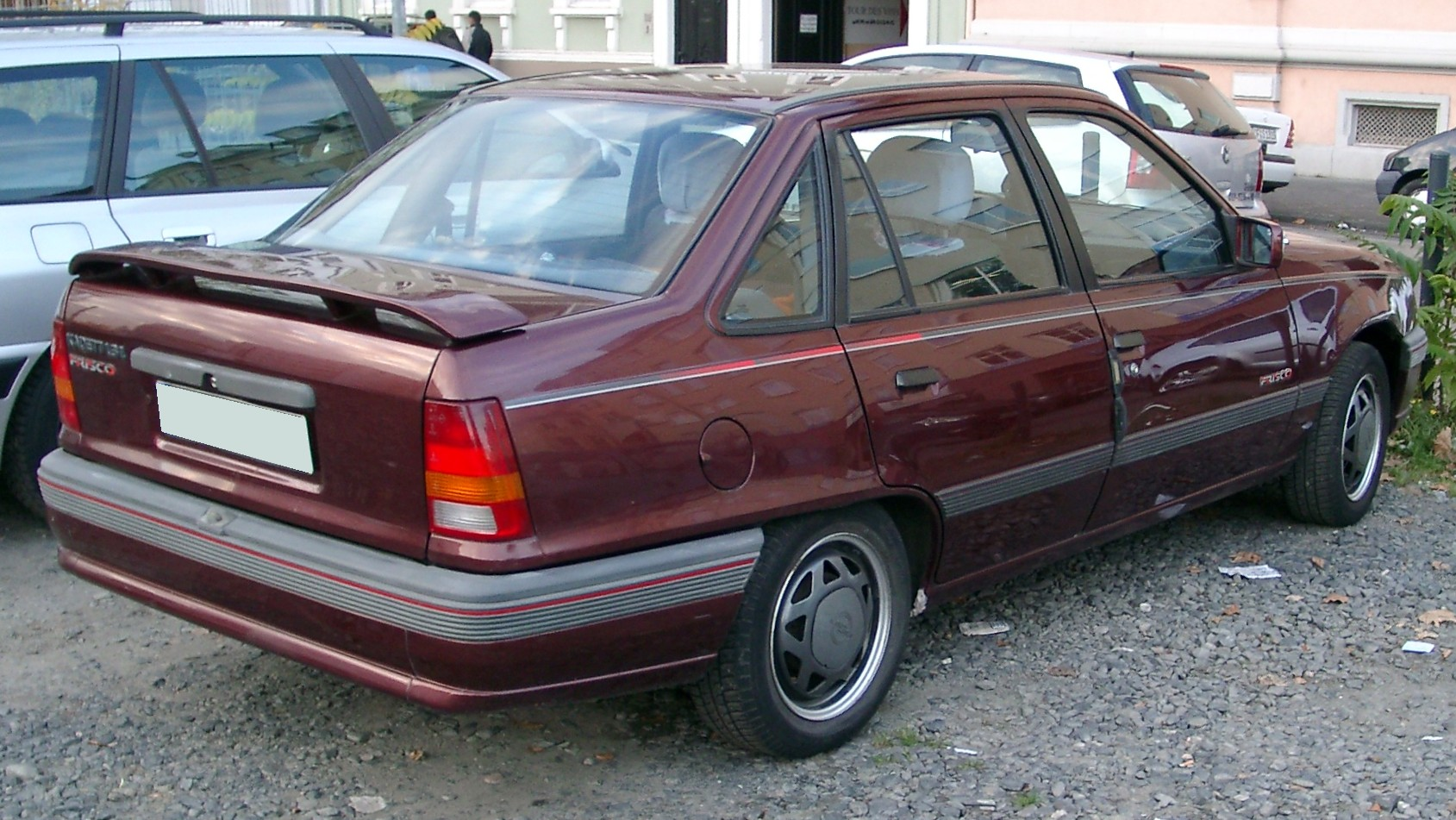
… als Stufenheck mit Kofferraumdeckel …
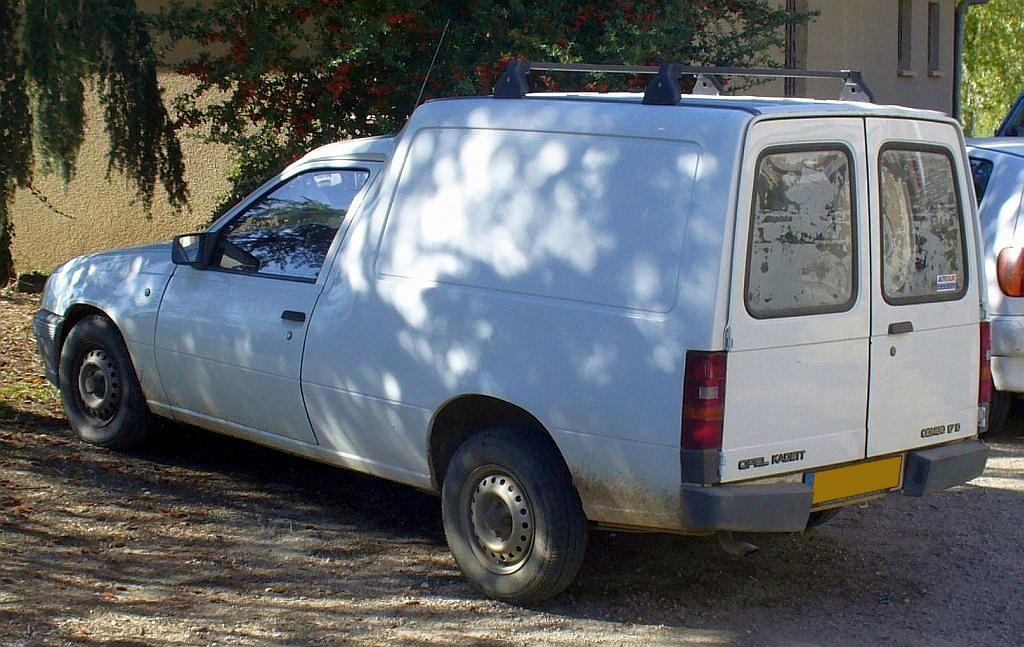
… und als Kastenwagen mit Hecktür und zwei seitlich angeschlagenen Türflügeln
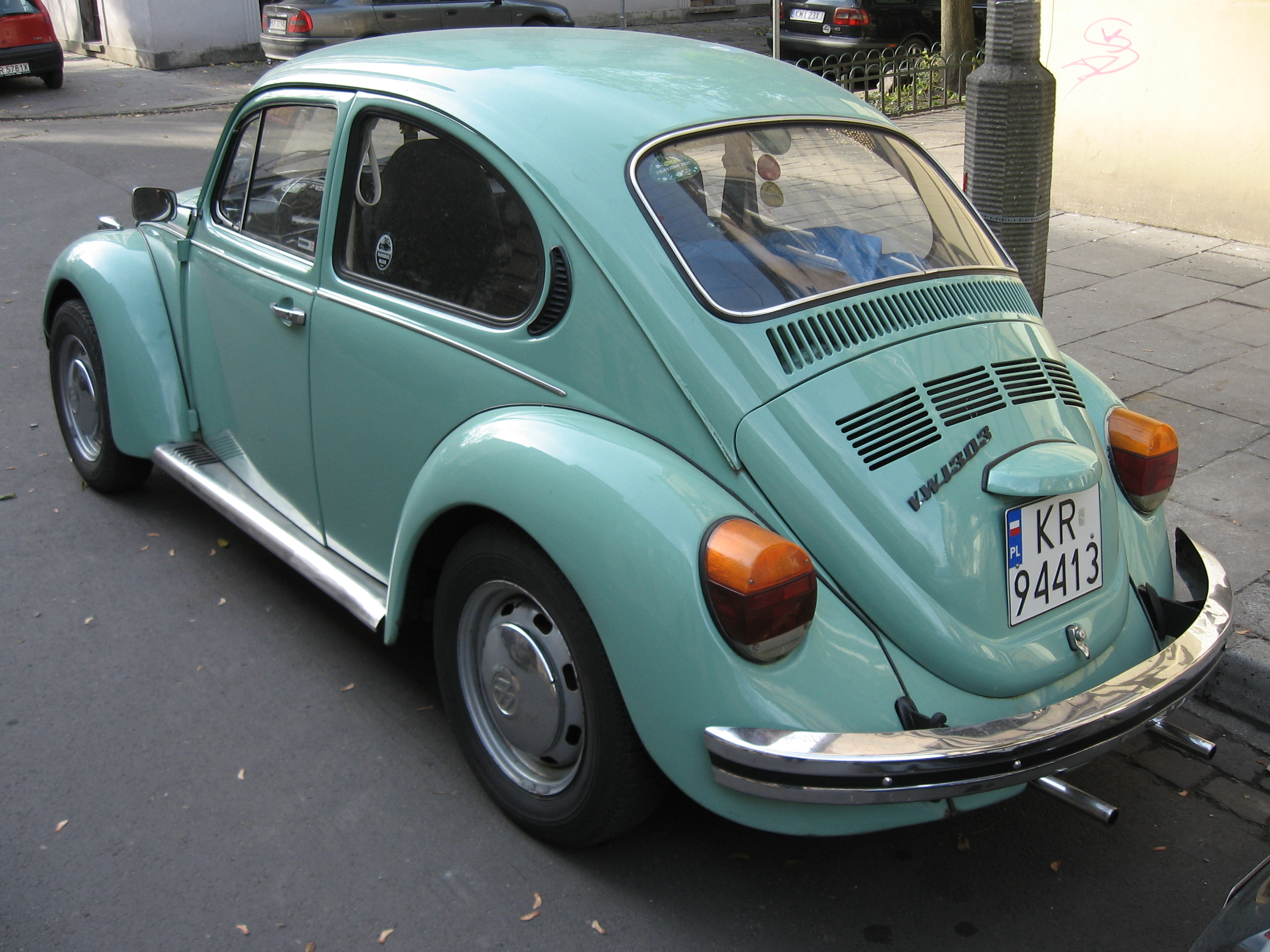
VW Käfer: Motorraumklappe hinten
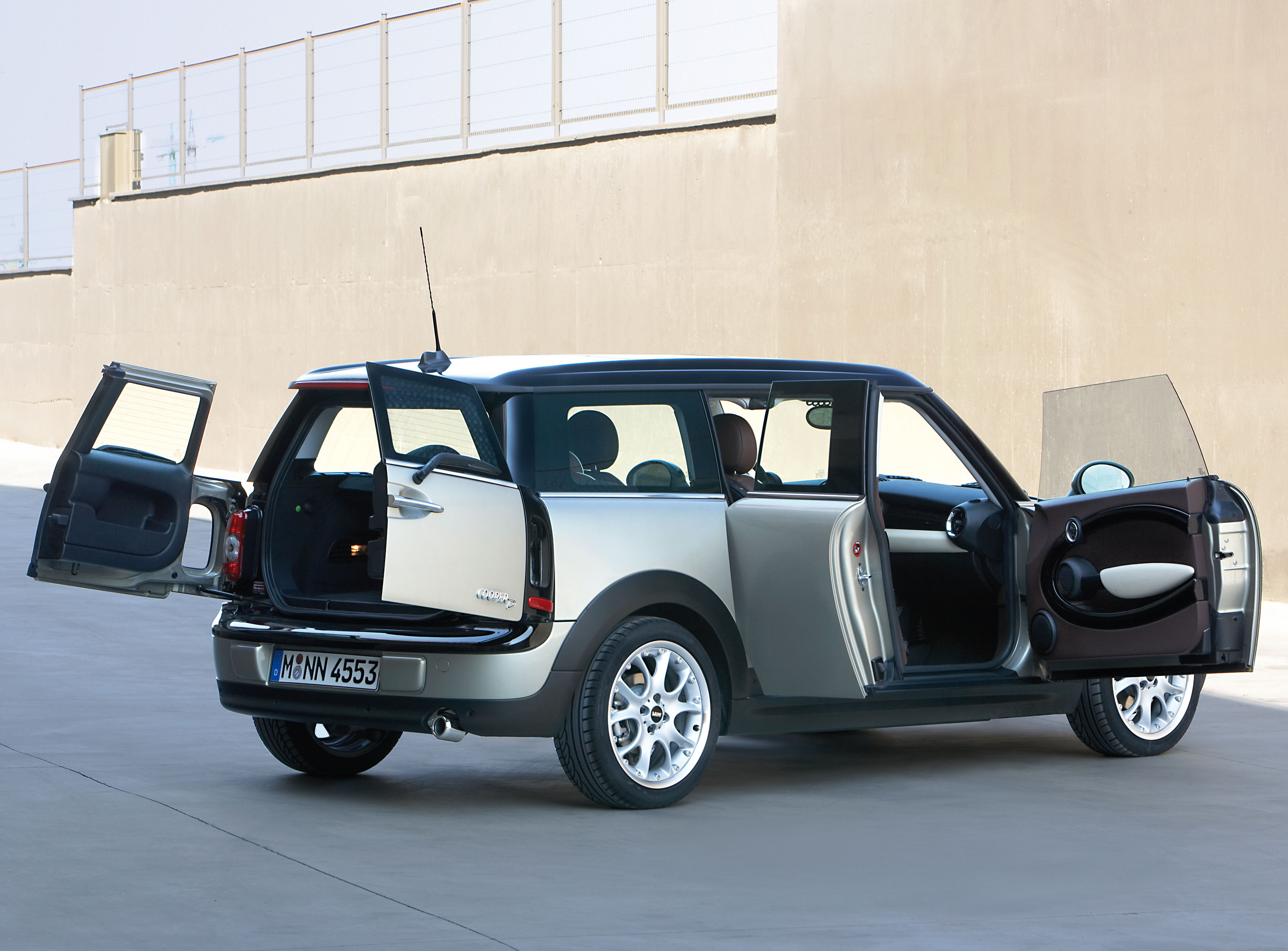
Mini Clubman: Portaltür auf Beifahrerseite und zweiflügelige Hecktür
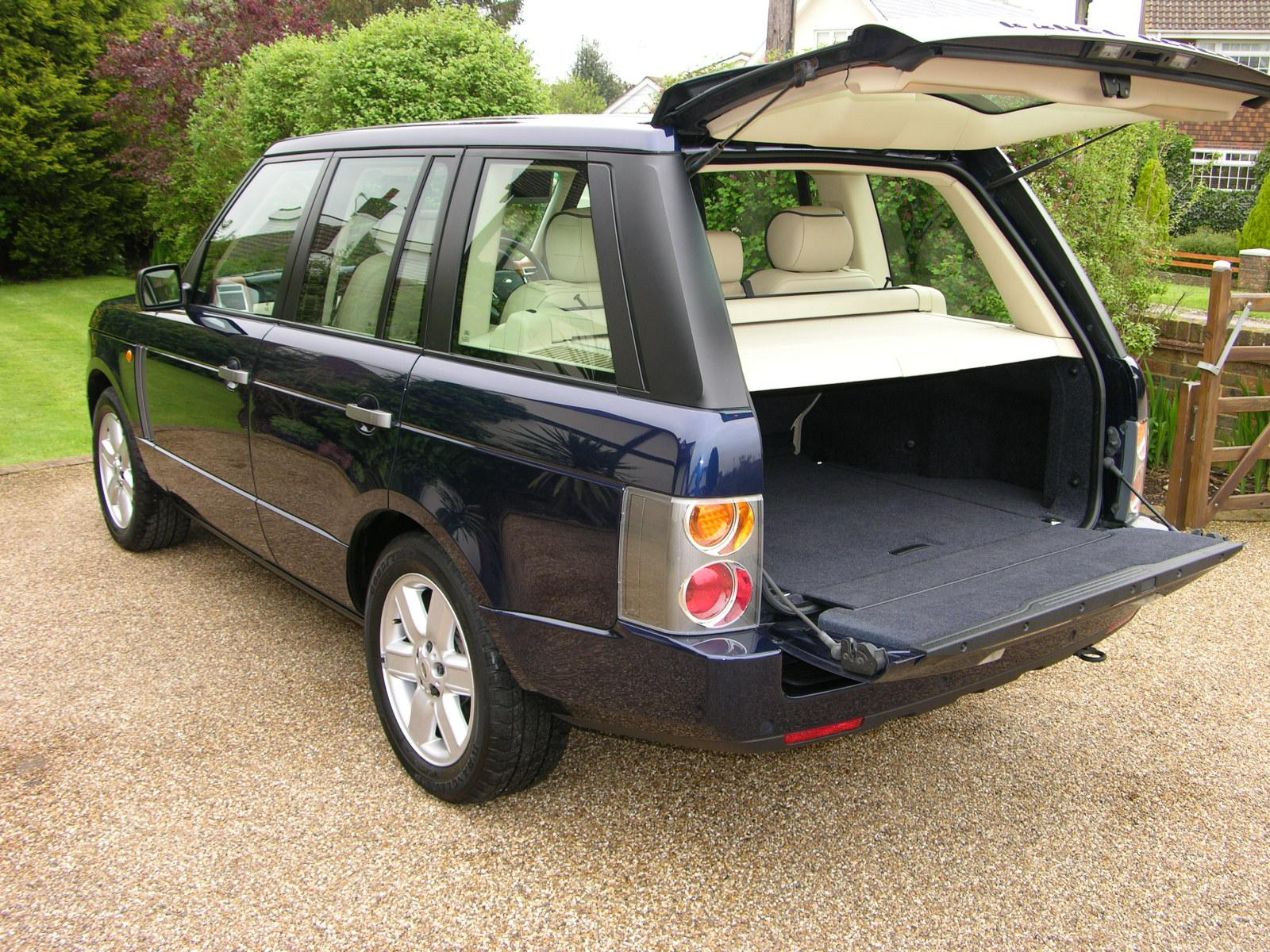
Range Rover: horizontal geteilte Heckklappe
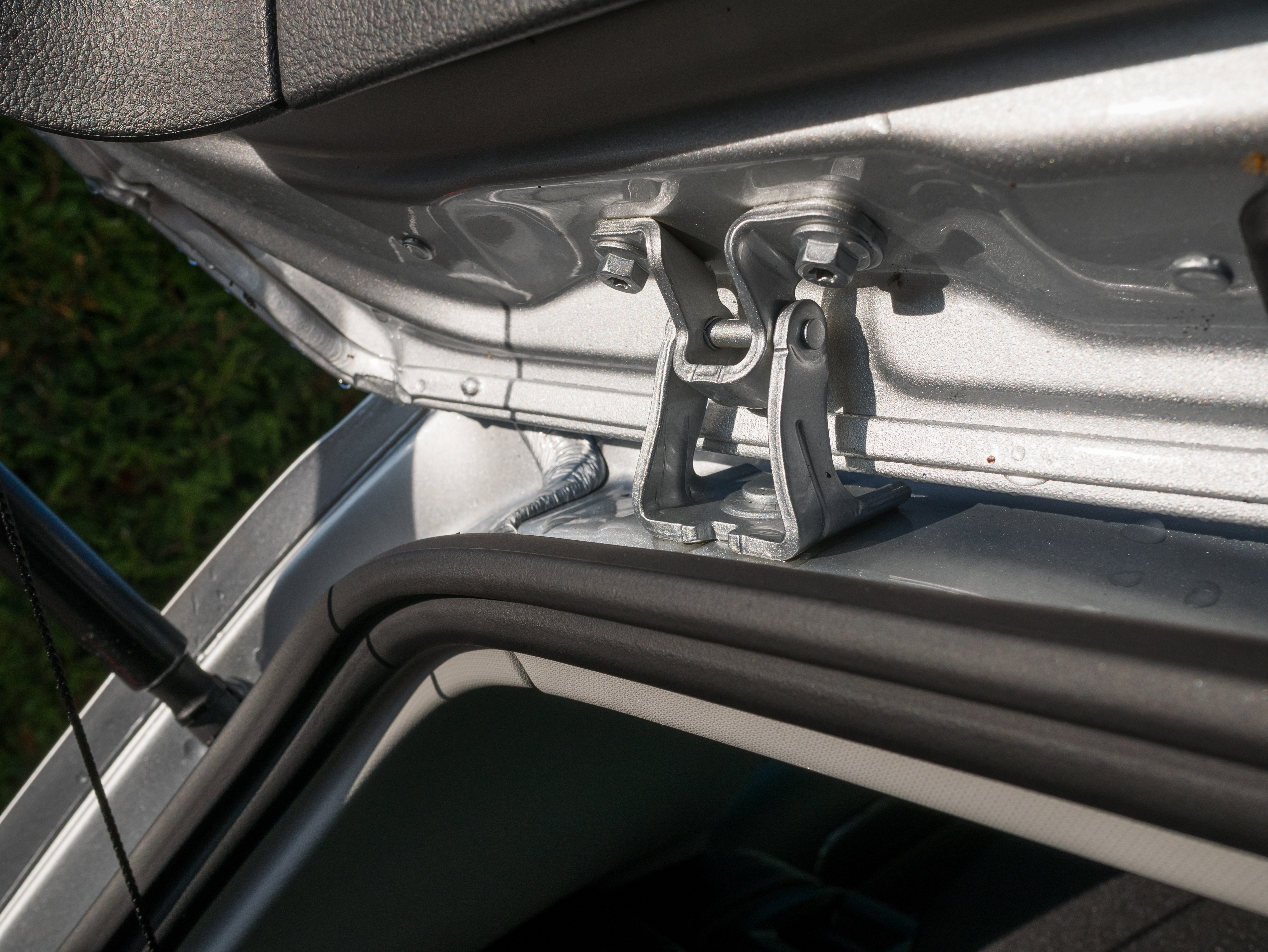
Heckklappenscharnier an einem VW Golf VII

Die Heckklappe wird bei vielen Fahrzeugen von Gasdruckfedern (Heckklappendämpfer) gestützt, sodass sie offen gehalten wird. In neuerer Zeit lässt sich der Kofferraum häufig elektromotorisch mit Tastendruck an der Klappe oder mit Funkfernbedienung bequem öffnen. Manche Hersteller verwenden eine Sensortechnik unterhalb des Stoßfängers, um das Öffnen der Kofferraumklappe mit angedeutetem Fußtritt auszulösen.

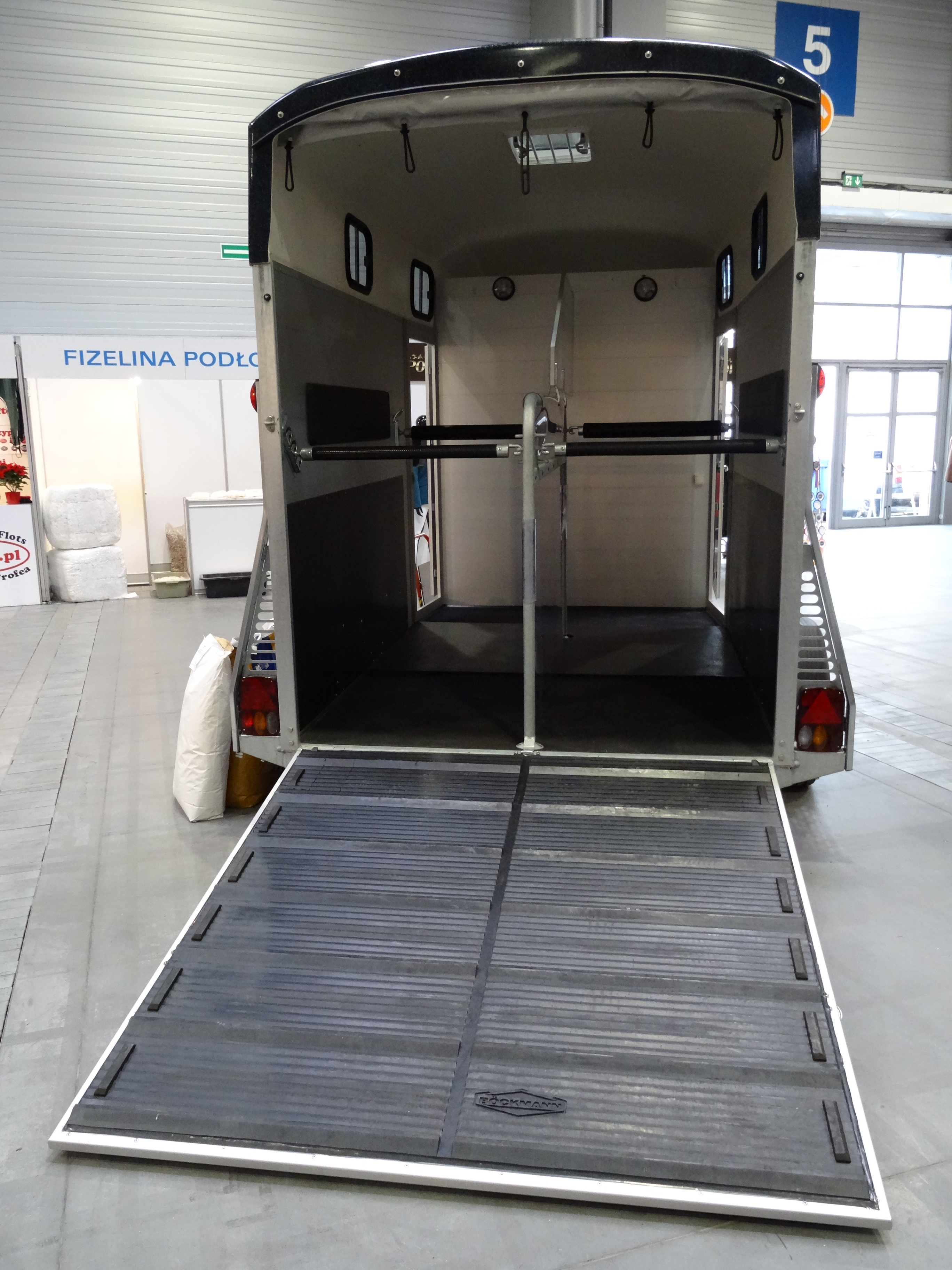
Geöffneter Pferdeanhänger

 Auch Anhänger können eine Heckklappe aufweisen. So wird die Heckklappe eines Pferdeanhängers häufig als Einstiegsrampe für die Pferde benutzt. Da der hauptsächliche Zweck einer solchen Heckklappe bei Pferdeanhängern dem Durchstieg von Pferden ist, wird sie auch als Hecktor bezeichnet.

## Ausführung bei Wasserfahrzeugen

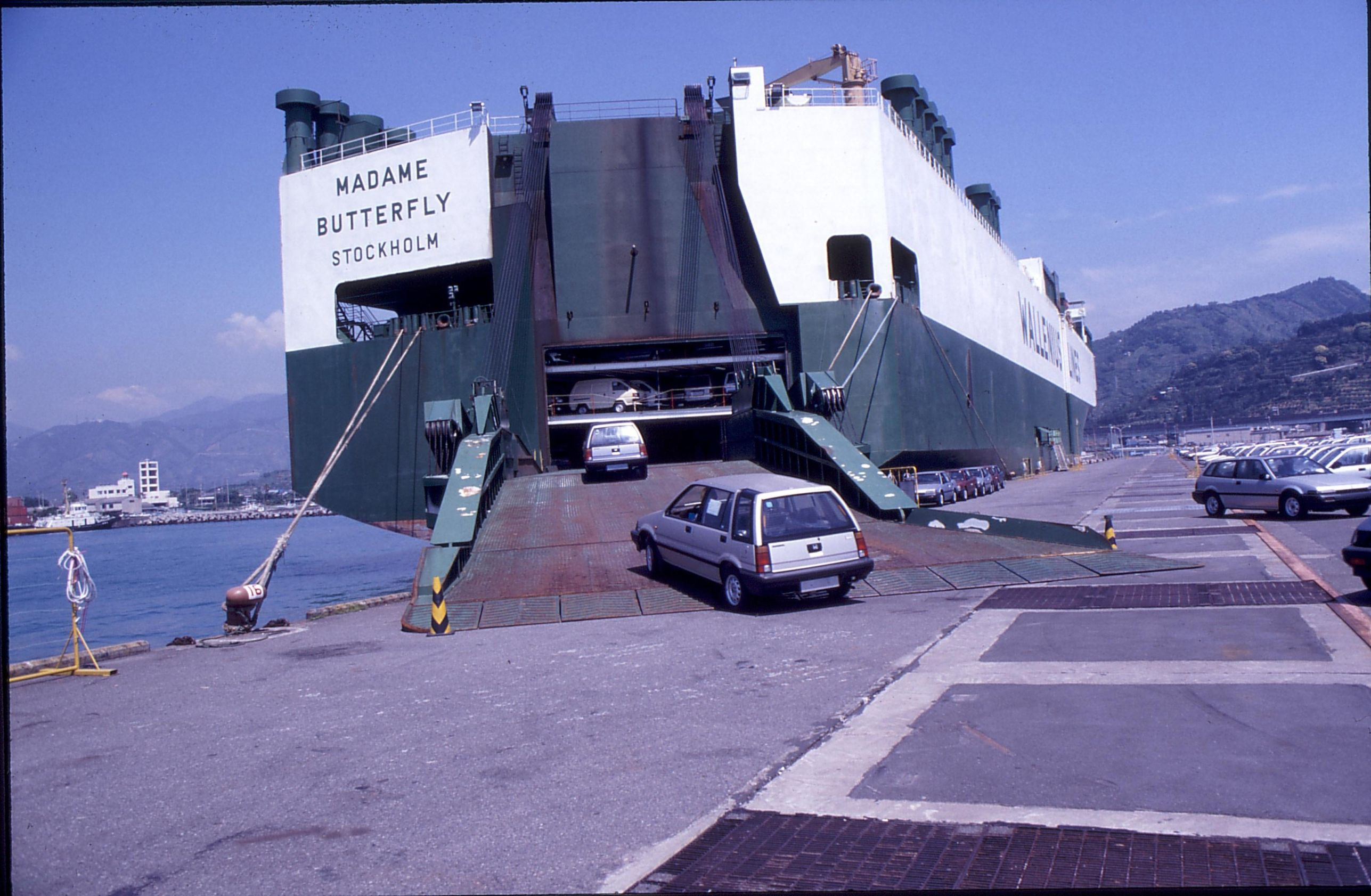
Beladen der Autofähre über deren Heckklappe

Heckklappen bei Wasserfahrzeugen, speziell bei Fähren auch Hecktore genannt, sind häufig wasserdicht ausgeführt und sind typischerweise begeh- oder befahrbar. Sie dienen somit auch als eine Art Brücke zwischen Wasserfahrzeug und Land.
Heckklappen, die dass eindringen von Wasser verhindern sollen werden, sofern sie dem Zutritt von Personen dienen, auch als Heckschotttüren bezeichnet. Heckschotttüren sind nach EU-Richtlinie 2006/87/EG nur unter bestimmen Rahmenbedingungen zulässig.

## Ausführung bei Luftfahrzeugen

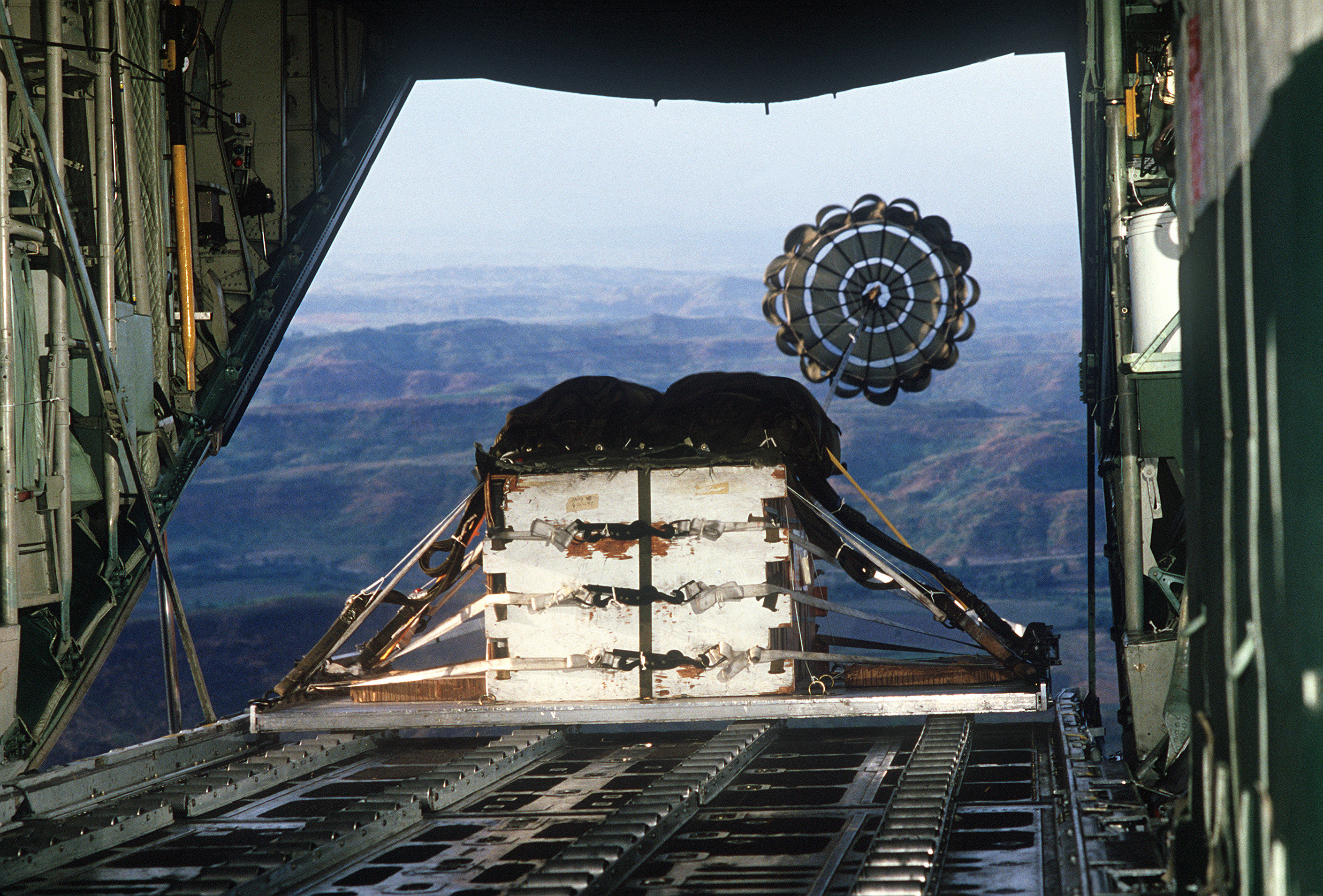
Geöffnete Heckklappe einer Lockheed Hercules C-130 für den Abwurf einer Palette.

Heckklappen bei Luftfahrzeugen dienen nicht nur dem Be- und Entladen am Boden oder auf Flugzeugträgern, sondern können je nach Einsatzzweck auch zum Abwurf der Fracht während eines Flugs genutzt werden. Bei der Fracht kann es sich sowohl um Stückgut, wie bspw. Nahrungsmittelpakete, als auch um Schüttgut oder Flüssigkeit, wie bspw. Wasser bei Löschflugzeugen handeln.